# Липовая (гора, городской округ Карпинск)
Ли́повая — гора в городском округе Карпинск Свердловской области высотой 276 м над уровнем моря. Расположена в 3,5 км к северу от города Карпинска. С вершины горы в западном направлении имеется открытый спуск длиной около 200 и шириной около 20 метров. Перепад высот составляет около 20 метров. Зимой склоны горы используют любители сноуборда и горных лыж, а летом здесь проводятся соревнования по велокроссу «Крепость горы Липовой».
На южном склоне горы расположен сосновый бор. В середине XX века молодые деревья сосны использовались для сбора живицы. На юго-западном склоне горы расположен карьер. В XX веке здесь добывали щебень для строительства автомобильной дороги Карпинск — Волчанск. После окончания разработки здесь проводились тренировки по стрельбе из гладкоствольного оружия. На западном склоне горы имеется смотровая площадка, откуда открывается прекрасный вид на Уральские горы.